# Masayuki Yanagisawa
Masayuki Yanagisawa (柳沢 将之 Yanagisawa Masayuki?, nacido el 27 de agosto de 1979 en Yokohama, Kanagawa) es un exfutbolista japonés. Jugaba de defensa y su último club fue el Yokohama FC de Japón.

## Trayectoria

### Clubes
| Club         | País  | Año         |
| ------------ | ----- | ----------- |
| Tokyo Verdy  | Japón | 2002 - 2006 |
| Cerezo Osaka | Japón | 2007 - 2008 |
| Sagan Tosu   | Japón | 2009        |
| Yokohama FC  | Japón | 2010 - 2011 |

## Estadística de carrera

### J. League
| Club         | Año   | J. League | J. League | Copa J. League | Copa J. League | Total | Total |
| Club         | Año   | Part.     | Goles     | Part.          | Goles          | Part. | Goles |
| ------------ | ----- | --------- | --------- | -------------- | -------------- | ----- | ----- |
| Tokyo Verdy  | 2002  | 15        | 1         | 0              | 0              | 15    | 1     |
| Tokyo Verdy  | 2003  | 27        | 1         | 6              | 0              | 33    | 1     |
| Tokyo Verdy  | 2004  | 14        | 0         | 2              | 0              | 16    | 0     |
| Tokyo Verdy  | 2005  | 11        | 0         | 0              | 0              | 11    | 0     |
| Tokyo Verdy  | 2006  | 5         | 0         | -              | -              | 5     | 0     |
| Cerezo Osaka | 2007  | 35        | 1         | -              | -              | 35    | 1     |
| Cerezo Osaka | 2008  | 33        | 0         | -              | -              | 33    | 0     |
| Sagan Tosu   | 2009  | 46        | 2         | -              | -              | 46    | 2     |
| Yokohama FC  | 2010  | 31        | 0         | -              | -              | 31    | 0     |
| Yokohama FC  | 2011  | 21        | 0         | -              | -              | 21    | 0     |
| Total        | Total | 238       | 5         | 8              | 0              |       |       |

## Palmarés

### Títulos nacionales
| Título             | Club        | País  | Año  |
| ------------------ | ----------- | ----- | ---- |
| Copa del Emperador | Tokyo Verdy | Japón | 2004 |